# Aéroport de Nouméa-La Tontouta
L’aéroport de Nouméa - La Tontouta (code IATA : NOU • code OACI : NWWW) est un aéroport international, le principal aéroport de Nouvelle-Calédonie, collectivité française d'outre-mer située dans l'océan Pacifique. Il sert de plateforme de correspondance à la compagnie aérienne internationale néo-calédonienne, Aircalin.

## Situation
| \| 30 km1:3 725 000 \| Tiga Maré Lifou Koumac Koné Bélep Ouvéa Île des Pins Nouméa La Tontouta Nouméa Magenta Touho Bourail Canala La Foa |
| 30 km1:3 725 000 |

| Tahiti Bora Bora Cayenne Pointe à Pitre Fort de France Moorea Nouméa · Magenta Nouméa · La Tontouta Wallis La Réunion · St Denis Saint-Pierre · Pierrefonds Mayotte St Martin-Espérance |

L'aéroport international se situe dans la plaine de Saint-Vincent, au lieu-dit Tontouta tirant son nom du fleuve principal y coulant, sur la côte Ouest (sous le vent) de la Grande Terre. Il se trouve sur le territoire de la commune de Païta, en Province Sud, à 52 km au nord-ouest de Nouméa, chef-lieu et ville principale de la Nouvelle-Calédonie. L'infrastructure se trouve en zone rurale, appelée localement la « Brousse ».
Il est desservi par la Route territoriale 1 (RT 1), limitée à 90 km/h jusqu'au village-centre de Païta où elle rejoint alors la Voie express n°2 - Route du Nord (dite « Voie express » ou « savexpress »), 2 × 2 voies rapides (110 km/h) jusqu'au péage (supprimé au 1er janvier 2014) à l'entrée de la ville de Nouméa. Les travaux de doublement des couloirs de circulation de cette « Savexpress » ont été menées entre 2000 et 2008, avec le projet de continuer cette quatre voies à vitesse rapide, et gratuitement, jusqu'à l'aéroport d'ici à 2019,.

## Historique

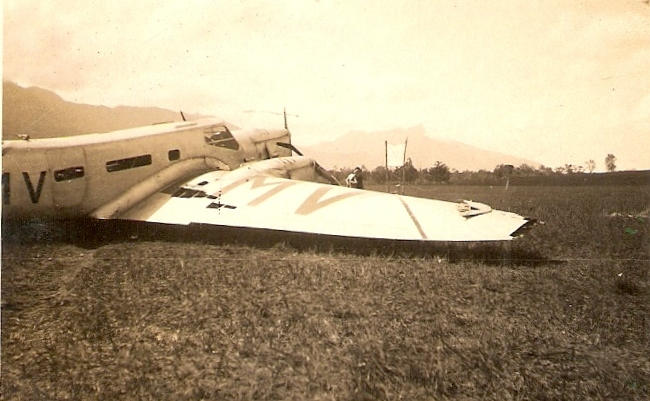
Le trimoteur quadriplace Couzinet 33 Biarritz sur le site de La Tontouta, après avoir réalisé le premier raid aérien entre Paris et la Nouvelle-Calédonie, en 1932.

La plaine de Saint-Vincent, et plus précisément le site de La Tontouta, est fortement liée à l'histoire de l'aéronautique en Nouvelle-Calédonie. Après des premiers vols locaux ou partant pour l'Australie sur d'autres sites en 1931, c'est en 1932 que la Nouvelle-Calédonie a été reliée pour la première fois par les airs depuis la Métropole, avec une arrivée à La Tontouta . En effet, le trimoteur quadriplace Couzinet 33 Biarritz, destiné, part de l'aéroport du Bourget le 9 mars 1932 avec à son bord les aviateurs Charles de Verneilh-Puyrazeau, pilote, le capitaine Max Dévé, navigateur et second pilote et le mécanicien Émile Munch. Il atterrit près de la rivière Tontouta, site qui bénéficie d'une très large plaine qui s'étend de la mer aux montagnes de la Chaîne centrale, le 5 avril suivant, après avoir fait 20 escales.
Une foule considérable assista à l'atterrissage. Le raid se déroula dans des conditions très difficiles et l'exploit fut salué en France comme étant du même niveau que celui de Charles Linberg. 
1. Istres,
2. Tripoli,
3. Le Caire,
4. Bassorah,
5. Gwadar,
6. Karachi,
7. Allâhâbâd,
8. Calcutta,
9. Akyab,
10. Moulmein,
11. Alor Setar,
12. Batavia,
13. Bima,
14. Kupang,
15. Darwin,
16. Newcastle Waters Station (en),
17. Brunette Downs Station (en),
18. Camooweal,
19. Longreach,
20. Brisbane

Un monument à l'entrée de l'actuel aéroport fut inauguré le 10 janvier 1937,il est implanté non loin du lieu de l'atterrissage, rend hommage à cet exploit.

### L'aérodrome américain de la Seconde guerre mondiale

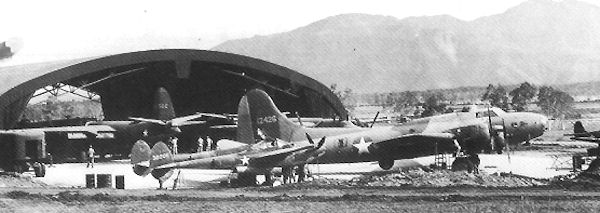
Base aérienne américaine de Tontouta, 1942.

C'est surtout la Seconde Guerre mondiale qui va permettre au site d'apparaître comme le principal aérodrome de l'archipel. En effet, avant le conflit, les liaisons avec la Nouvelle-Calédonie se font surtout par des amateurs de l'Aéro Club de Nouméa ou par hydravion (première liaison aéropostale régulière en 1940) amerrissant dans la rade de Nouméa. Mais le ralliement de la colonie à la France libre en 1940 puis l'utilisation de la Nouvelle-Calédonie comme une base aérienne importante de l'armée américaine dans la campagne du Pacifique à partir de 1942 aboutit à un développement des infrastructures aéroportuaires. Deux aérodromes de la côte ouest de la Grande Terre qui avaient commencé à être aménagés depuis l'année précédente par les FAFL sont agrandis et améliorés par les Américains de la « Poppy Force » commandée par le général Alexander Patch : à la plaine des Gaïacs (entre Poya et Pouembout, plus au nord) et à La Tontouta. Le premier reste principalement utilisé jusqu'en 1943 et est totalement abandonné après la fin de la Seconde Guerre mondiale. Le second pour sa part, d'une capacité au départ à peu près équivalente à celui de la plaine des Gaïacs, supplante ce dernier et devient le principal centre des opérations en Nouvelle-Calédonie à partir d'octobre 1943 car mieux équipé et plus proche de Nouméa. Il est toutefois à son tour concurrencé par les installations d'Espiritu Santo, dans l'archipel voisin des Nouvelles-Hébrides (actuel Vanuatu). L'aérodrome possède à l'époque, comme celui de la plaine des Gaïacs, deux pistes, l’une de 1 850 m et l’autre, perpendiculaire, de 1 450 m, recouvertes de tôle ondulée. D'autres équipements sont créés par les Américains : l'aérodrome de Magenta et l'hydrobase du port à Nouméa, l'aérodrome de Oua Tom à La Foa et celui de Koumac.

### L'essor du transport aérien civil

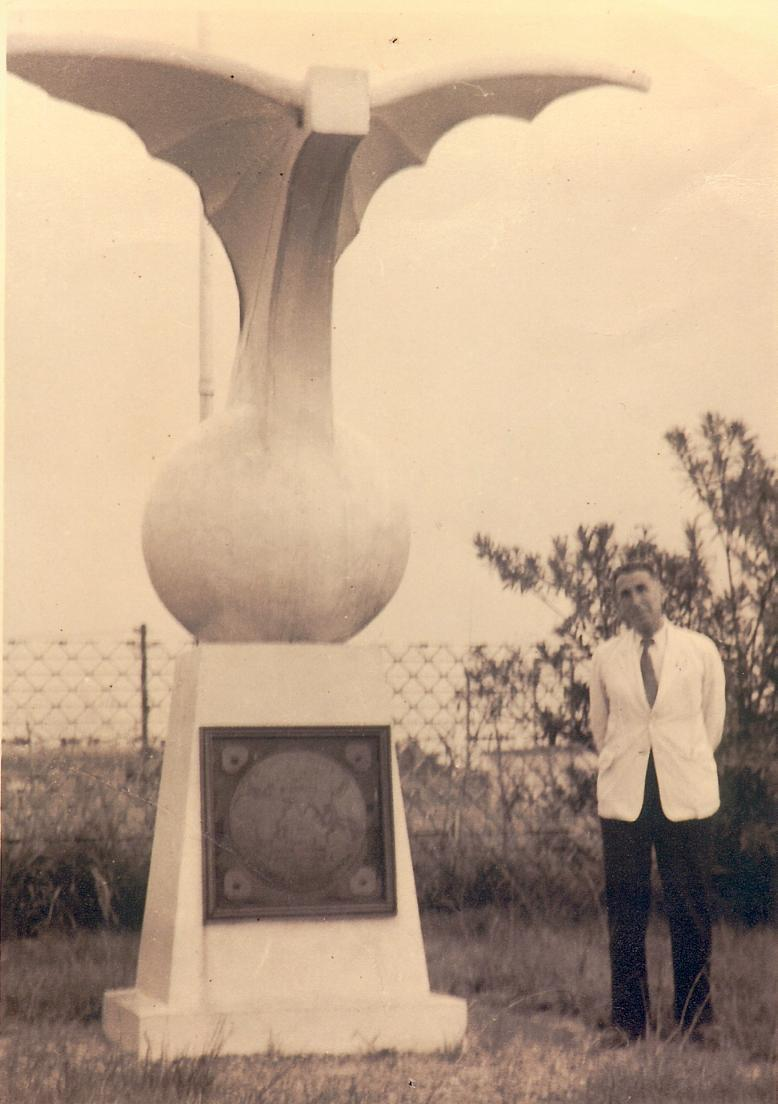
Max Dévé en 1956 devant le monument commémoratif du raid qui fut inauguré le 10 janvier 1937 à Tontouta.

Après la fin de la guerre et le départ des Américains en 1946, beaucoup de leurs infrastructures sont réutilisées, mais pendant quelques années c'est l'hydrobase de Nouméa qui connaît un certain essor, et La Tontouta reste uniquement durant ce temps un aéroport militaire. Il reprend toutefois rapidement du service pour le transport civil, et remplace peu à peu l'hydrobase comme principale porte de la Nouvelle-Calédonie sur les liaisons aériennes internationales. Il est ainsi utilisé à partir de 1949 pour la ligne Paris-Nouméa d'Air France. Le premier Douglas DC-4 assurant le service décolle de l'aéroport d'Orly le 28 septembre 1949 avec 38 passagers et arrive six jours plus tard à La Tontouta, après avoir réalisé 9 escales : à Tunis, Le Caire, Bassorah, Karachi, Calcutta, Saïgon, Jakarta, Darwin et Brisbane. En 1953, le DC-4 est remplacé par un Lockheed Constellation. L'année suivante, Qantas abandonne définitivement sa ligne d'hydravion Sydney-Nouméa pour la remplacer par des Douglas DC-4 atterrissant à La Tontouta, signant ainsi la fin de l'hydrobase. À partir de 1956, Air France abandonne l'exploitation de la desserte de la Nouvelle-Calédonie depuis Paris à la compagnie des Transports Aériens Intercontinentaux (TAI). Elle-même devient en 1962 l'Union de transports aériens (UTA), qui est rachetée en 1990 par Air France qui redevient la compagnie française assurant cette liaison. La ligne est étendue en 1958 à Tahiti par le biais de l'aéroport de Bora Bora (remplacé à partir de 1961 par l'actuel aéroport international Tahiti Faa'a) et de là jusqu'à Los Angeles à partir de 1961, où elle se raccorde avec le Paris-Los Angeles d'Air France : c'est le début de la « ligne tour du monde » française.

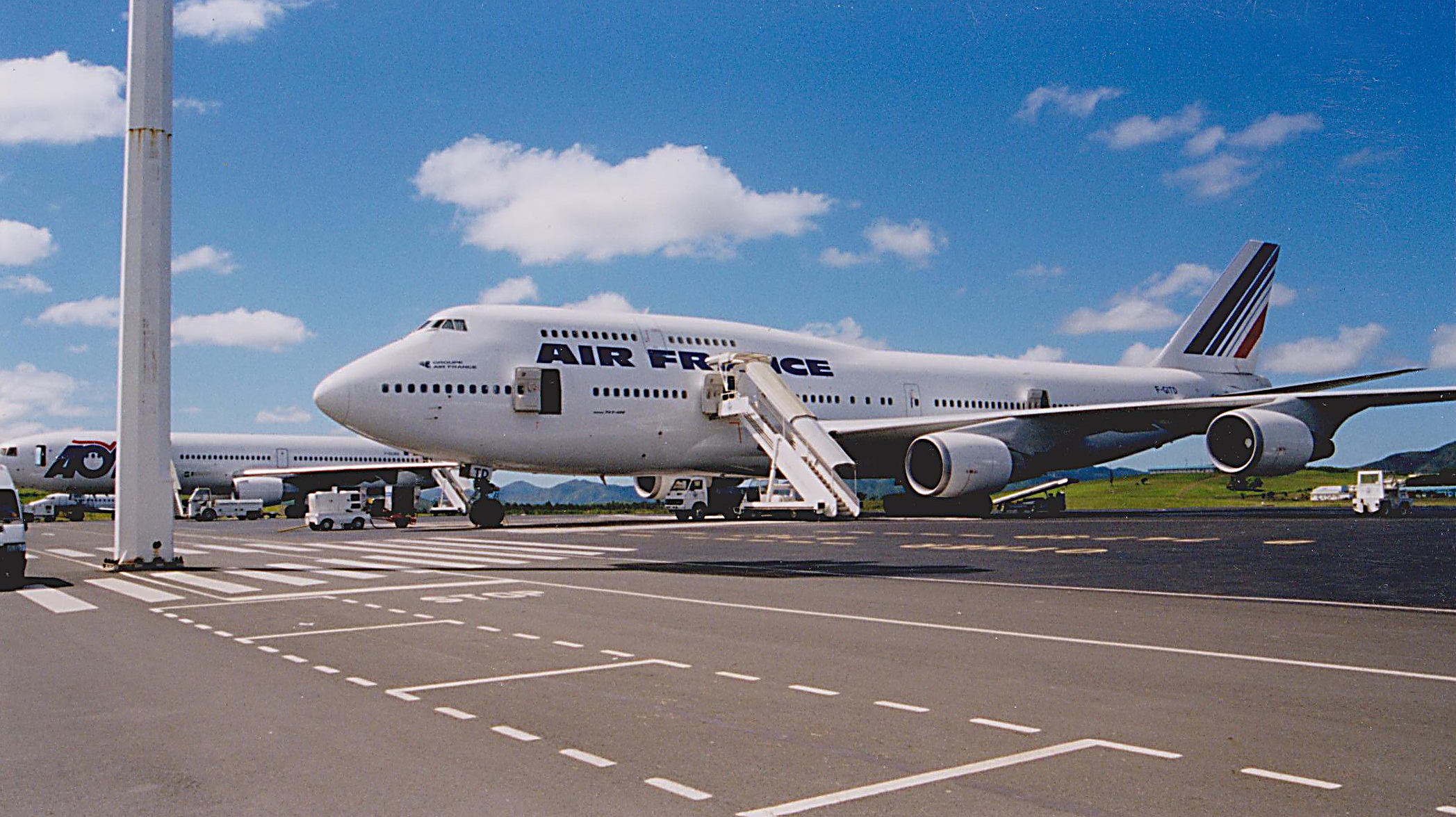
Le Jumbo Jet d'Air France à Tontouta en 2000.

La ligne Paris-Tontouta est effectuée par un Douglas DC-6 en 50 heures de 1956 à 1960, remplacé ensuite par le Douglas DC-8 (premier avion à réaction à atterrir à l'aéroport de La Tontouta, d'une capacité de 130 passagers et un temps de vol de 27 heures seulement) de 1960 à 1972, puis les DC-10 (273 passagers et 4 vols par semaine) et enfin le Jumbo Jet (Boeing 747-200 puis 747-400) à partir de 1983. La réduction des temps de vol et l'augmentation des capacités font que, malgré le coût qui reste relativement élevé, le transport aérien international dépasse celui par bateau dans les années 1950 : en 1959, les compagnies aériennes ont transporté 11 419 passagers contre 4 970 pour les compagnies maritimes.
À cet axe principal s'ajoutent plusieurs autres lignes. Qantas reste pour les liaisons avec l'Australie. À partir du 17 mars 1964, la compagnie Tasman Empire Airways Limited (TEAL, rebaptisée en 1965 Air New Zealand) obtient une liaison hebdomadaire avec La Tontouta depuis Auckland (assurée dans les premiers temps avec un Lockheed Electra). TAI puis UTA assurent également des vols courts ou moyens courriers dans la région Pacifique : vers Auckland, Port-Vila, Suva et Wallis. Le rang d'aéroport international est reconnu à La Tontouta à cette époque et sa gestion organisée : il est classé en 1969 en catégorie A de l'OACI et, seul aérodrome d'État de l'archipel, il est géré par la Chambre de commerce et d'industrie de Nouvelle-Calédonie depuis 1968 (sa concession est renouvelée pour une période de 15 ans en 2003).

### Une plate-forme de correspondance

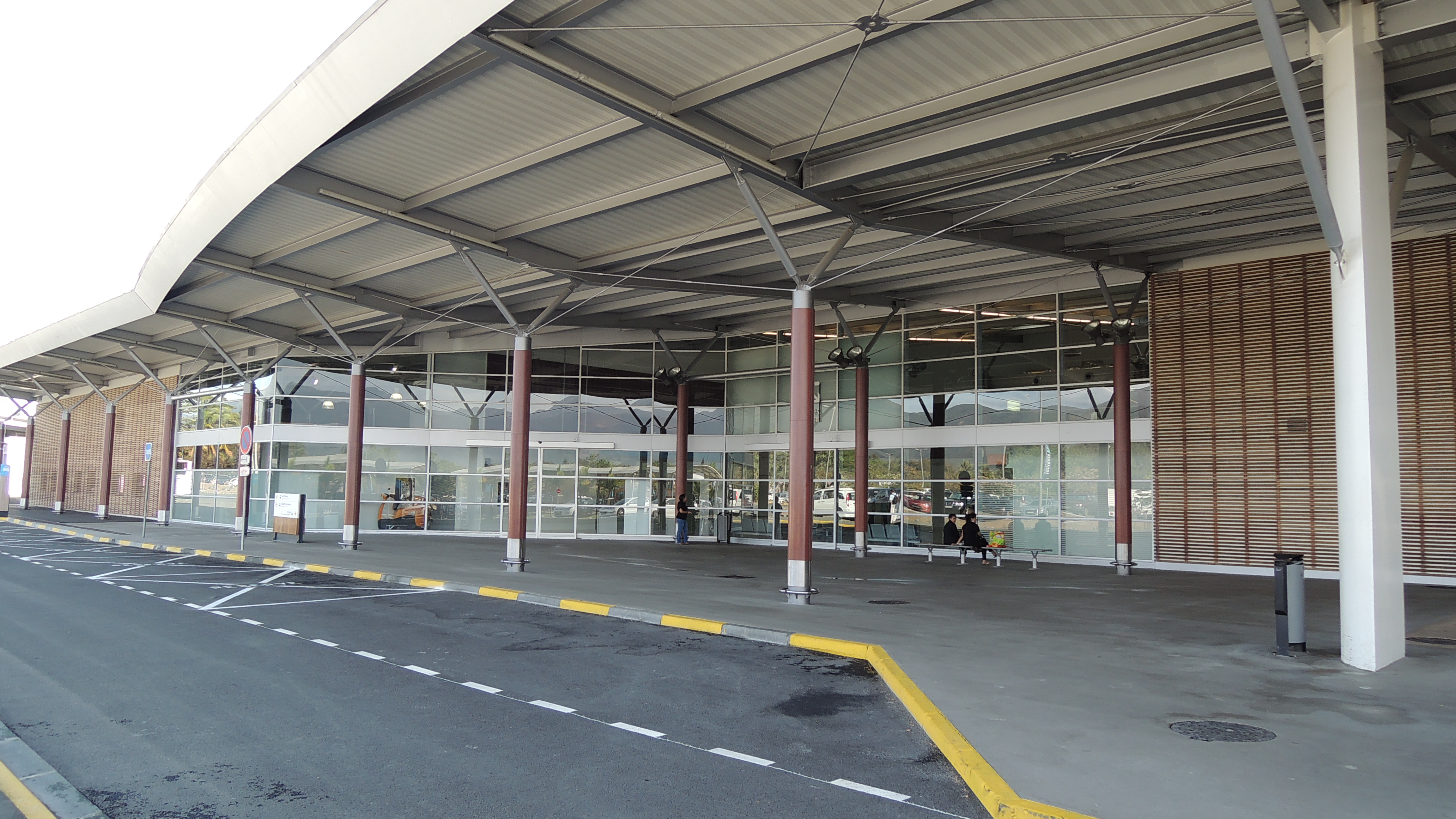
Parvis d'entrée de la nouvelle aérogare inaugurée en 2013.

Des compagnies locales vont également voir le jour à partir des années 1950. Le 9 décembre 1954, Henri Martinet, Herbert Coursin et Louis Eschembrenner, aidés par les entrepreneurs Tom Johnston et Walter Hickson, fondent la Transpac pour assurer des vols commerciaux domestiques depuis l'aéroport de Magenta, à Nouméa. En 1968, elle est rebaptisée « Société calédonienne de transports aériens », ou plus simplement Air Calédonie. Mais, surtout, en 1983, Air Calédonie International ou Aircalin est créée comme l'extension à l'international d'Air Calédonie : son premier vol commercial est assuré en coopération avec Qantas avec un Boeing 747 de cette compagnie entre Nouméa et Melbourne. La même année, elle loue un Boeing 737-200 à Air Nauru pour mettre en place des liaisons régulières dans la région du Pacifique Sud (Brisbane, Nadi, Port-Vila et Wallis). De plus Aircalin loue à partir de 1984 à Corsair une Caravelle 10B3, qu'elle finit par acheter en 1985 puis par remplacer en 1988 par un Boeing 737-300, ce qui lui permet d'ouvrir ses lignes vers Sydney en 1985, Auckland en 1987 et Tahiti via Nadi en 1988. S'y ajoutent un petit DHC 6-300 Twin Otter acquis en 1987 pour assurer la liaison entre Wallis et Futuna en 1987, et un A310 pour la nouvelle ligne vers Ōsaka en 2000. En 2003, un accord est passé avec Air France : celle-ci retire de fait ses appareils, les lignes qu'elle opérait depuis Nouméa (vers Tōkyō et Papeete, les vols entre Paris et Tōkyō ou Los Angeles puis Papeete restant assurés par Air France directement) et son personnel néo-calédonien sont repris par Aircalin en partage de code avec la compagnie nationale. Pour faire face à ces nouveaux services, Aircalin commande en 2001 et 2002 deux A330-200 (livrés en 2003) pour remplacer l'A310 sur les lignes vers le Japon, et en 2003 un A320-200 (livré en 2004) pour les liaisons régionales en lieu et place de l'ancien Boeing 737-300. De plus, une ligne vers Séoul est ouverte en 2008, tandis que l'année suivante la compagnie réunionnaise Air Austral ouvre une liaison Paris-Nouméa via l'aéroport de La Réunion Roland-Garros et Sydney (fermée en 2012). Tous les autres vols à destination ou au départ de Nouméa (par Qantas, Air New Zealand ou Air Vanuatu) se font en partage de code avec Aircalin.

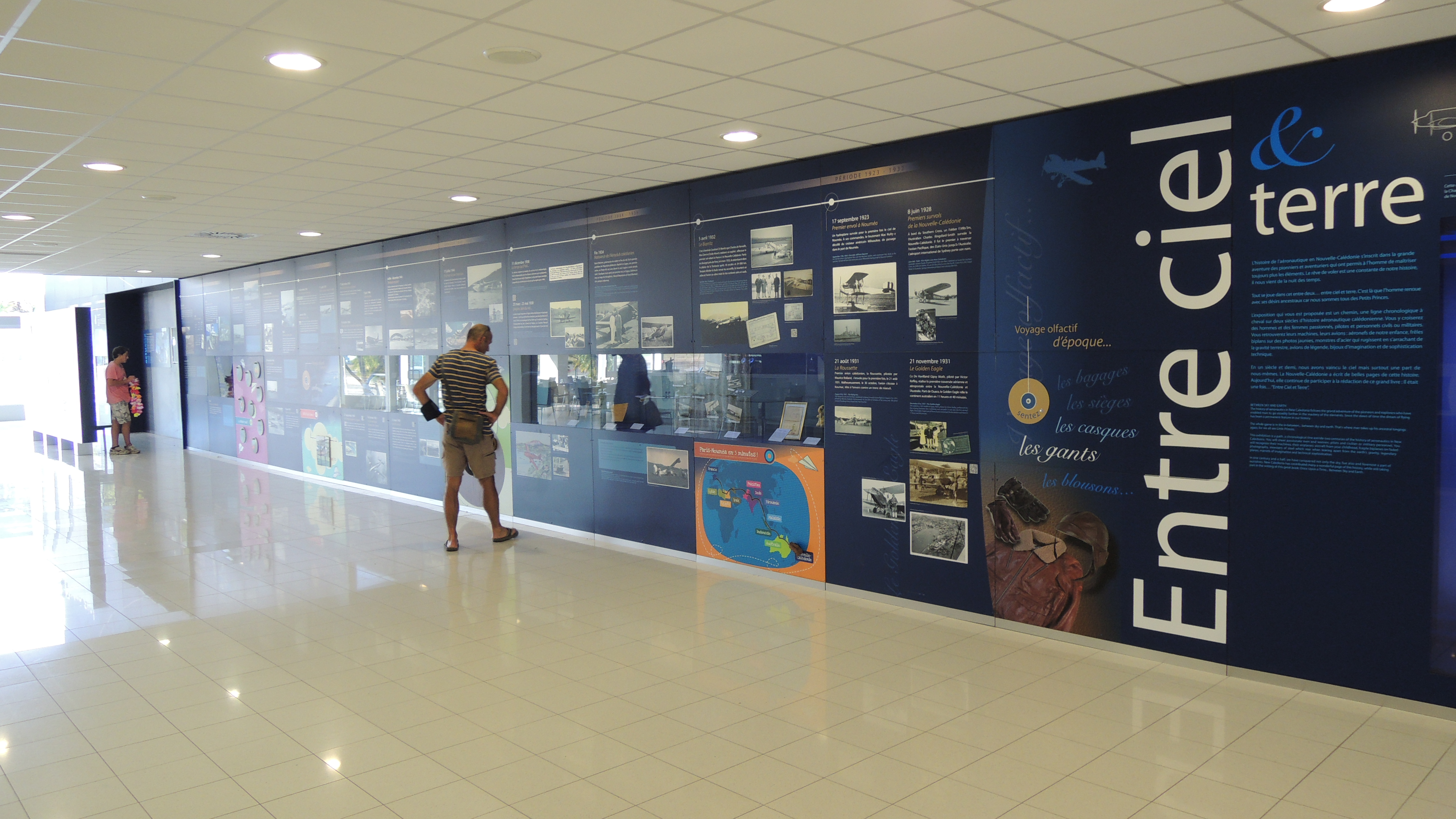
Panneau de présentation de l'histoire de l'aéroport de Tontouta, dans la nouvelle aérogare inaugurée en 2013.

Devenu désormais la plateforme de correspondance de la compagnie internationale locale, l'aéroport s'agrandit également à partir des années 2000. En octobre 2002, avant la fin de la concession de la CCI (finalement renouvelée en mai 2004 pour une période de 15 ans), il est décidé de lancer divers travaux de réaménagements et d'agrandissements de l'aérogare pour réaliser un nouvel aéroport d'ici 2011, plus grand et adapté à une augmentation de la fréquentation de la Nouvelle-Calédonie. La première pierre est posée le 27 mars 2008 (des problèmes de financement ont empêché un début en 2006, comme prévu initialement, le budget atteignant finalement 9,6 milliards de Francs CFP grâce à une aide de 1,44 milliard de l'État ainsi que 2,3 milliards venant de la Nouvelle-Calédonie, contre 5,3 milliards d'apport de la CCI), et le chantier échelonné en quatre étapes pour une mise en service complète d'abord prévue à 2011 pour les Jeux du Pacifique organisés par la Nouvelle-Calédonie cette année, mais sans cesse retardée par la suite : en juin 2010, à la suite de problèmes de conception, de phasage et d’organisation du chantier, il est annoncé que l'échéance finale est repoussée à la mi-2012, puis à cette date, le chantier n'étant pas terminé, elle est à nouveau reportée à novembre 2012, l'inauguration officielle ayant lieu finalement le 19 mars 2013. Les quatre phases ont compris : tout d'abord la première moitié du nouveau parc de stationnement et le nouveau rond-point d'accès sont livrés en 2009 ; la deuxième phase (zone de stationnement doublée à 570 places, nouveau parking de location, dépose-minute, gare routière, parvis extérieur, nouveau tri bagages, bâtiment de fret de 3 300 m2, première moitié de la coque vitrée devant servir de nouvelle salle d'embarquement, hall d'accueil de 3 200 m2 avec 13 banques d’enregistrement et sept comptoirs ainsi qu'un jardin intérieur) aboutit en avril 2011 ; la deuxième partie de la salle d'embarquement ainsi que le doublement du nombre de postes d'enregistrement par réaménagement de l'ancien bâtiment sont achevés en octobre 2012 ; les derniers travaux portent sur la salle d'arrivée et la restructuration de l'ensemble de la vieille aérogare pour y aménager un restaurant et un bar sous douane. Le coût initial de 9,6 milliards de Francs CFP (80,448 millions d'euros) est réévalué à 10,5 milliards (87,99 millions d'euros) en octobre 2010.

### La base militaire
Mais l'infrastructure garde aussi son statut d'aéroport militaire depuis la Seconde Guerre mondiale, devenant la base d'aéronautique navale de la Tontouta (BAN Tontouta). Elle est mise en gardiennage de 1969 à 1975, puis reconstruite au sud de la piste, dans des hangars et des demi-lunes faisant face à l'aérogare civile de l'autre côté de cette piste, et inaugurée le 1er avril 1976. Elle passe sous le contrôle de l'armée de l'air française le 23 août 2011 et est à cette occasion rebaptisée base aérienne 186 Lieutenant Paul Klein.

## Infrastructures

### Aérogare

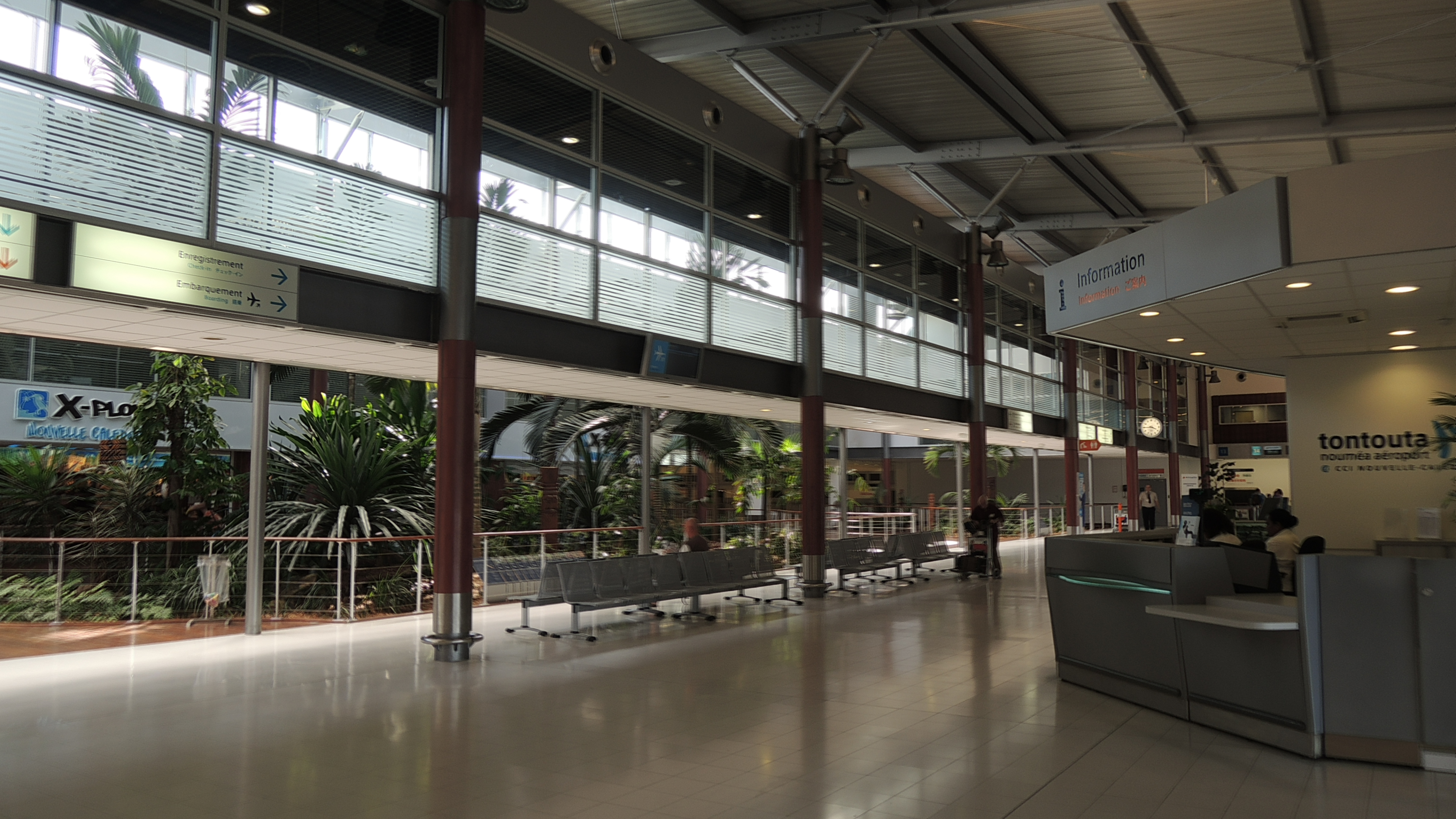
Le hall d'accueil de l'aérogare et ses jardins intérieurs.

L'aéroport dispose d'une aérogare, située sur le côté nord de la piste, de 21 700 m2 dont 17 414 m2 de surface utile, contre environ 10 000 m2 avant les travaux de 2008-2012. Elle est équipée de deux postes de stationnements avec passerelles permettant de relier directement le terminal passager (aménagé dans une coque vitrée en demi-cercle sur la façade nord-ouest) aux avions (auparavant, l'embarquement se faisait depuis le tarmac). Les deux anciens postes, situés le long de la façade sud du bâtiment, sont conservés afin d'accueillir d'autres appareils.
La nouvelle aérogare doit comprendre dans sa surface utile,, :
- 10 882 m2 de surfaces de trafic dont surtout le hall d'accueil de plus de 4 000 m2 avec 25 postes d'embarquement (un poste pour les bagages hors-format, puis les 12 de la partie nord, des numéros 13 à 24, donnant sur les parcs de stationnement automobiles et utilisés depuis 2011, sont dévolus à Aircalin, les 12 autres, côté piste et numéros de 1 à 12, inaugurés en 2012, étant partagées par les autres compagnies : Qantas, Air New Zealand et Air Vanuatu), sept comptoirs et trois jardins intérieurs. S'y ajoute les deux salles d'embarquement, les salles de la police aux frontières et de la douane, une nouvelle salle d'arrivée en travaux jusqu'en 2012-2013 (avec deux tapis roulants au lieu d'un) ;
- 2 480 m2 à terme de commerces dont une boutique de souvenirs et de tabac-presse dans le hall d'accueil, un restaurant en libre-service (appelé Le St-Exupéry) ouvert à la fin de l'année 2012 au rez-de-chaussée, donnant sur le hall, et à quoi doit s'ajouter un snack/bar en salle d'embarquement, deux boutiques (une voisine de la salle d'embarquement, une autre en salle d'arrivée) et un comptoir (en salle d'embarquement) de produits hors taxes, un comptoir de change de la Banque calédonienne d'investissement (BCI), entre autres ;
- 527 m2 de salons ;
- 3 523 m2 de bureaux et pour l'exploitation.

### Stationnement et fret

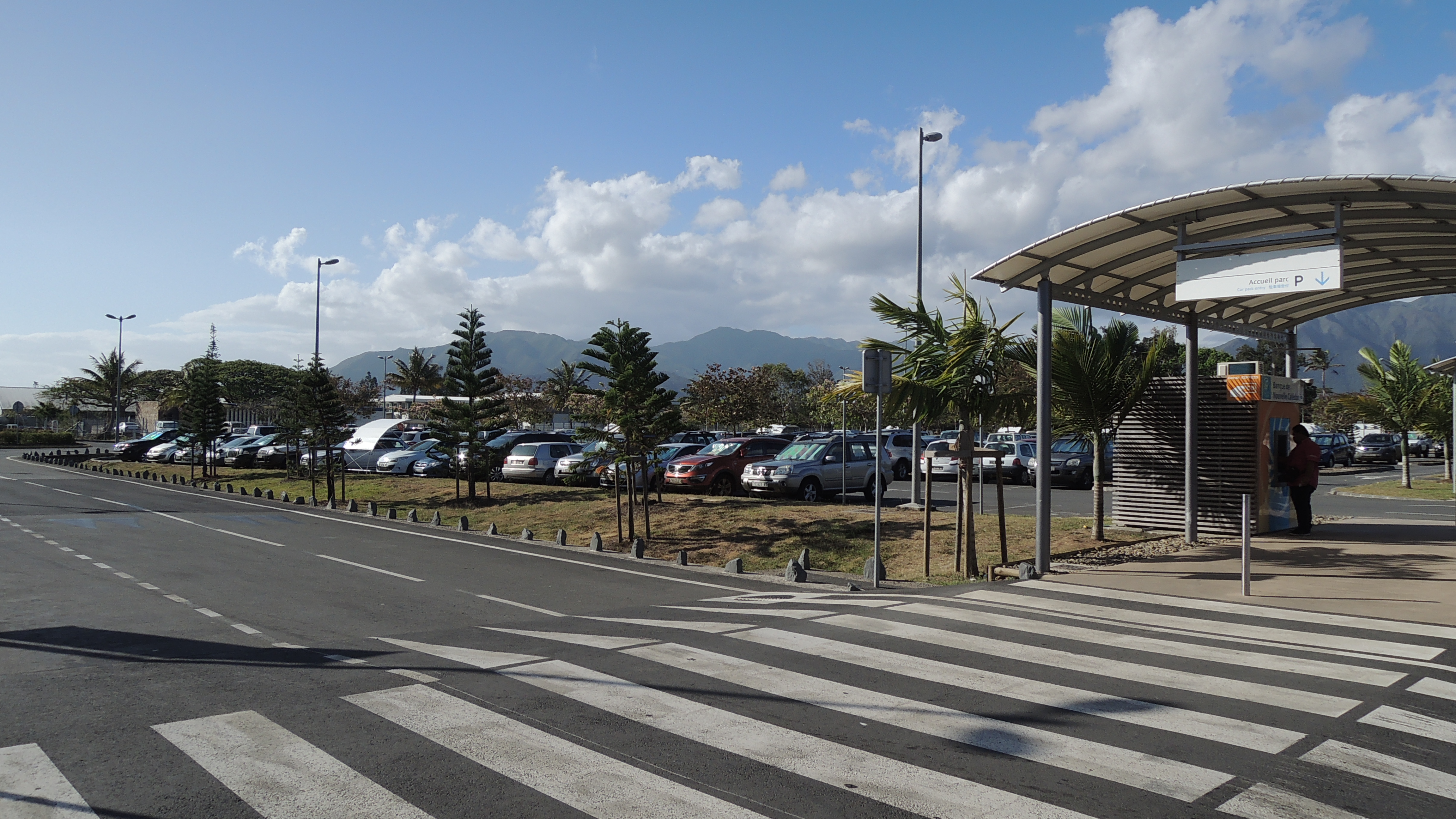
Le parc de stationnement de l'aéroport.

Au nord-est de l'aérogare se trouvent un parvis extérieur couvert et aménagé, une zone de stationnement de 570 places, un parking de location, un dépose-minute et une gare routière.
L'aire de fret dispose d'un nouveau bâtiment 3 300 m2 inauguré en 2011, au sud-est de l'aérogare.

### Capacité
L'objectif fixé dans le plan d'agrandissement est de pouvoir gérer simultanément quatre avions (deux longs-courriers de moyenne capacité de type Airbus A330 et deux court à moyen-courrier de type Boeing 737) et des pointes de 650 passagers par heure pour une capacité annuelle de 500 000 personnes en 2012, voire atteindre trois longs-courriers et un moyen-courrier (sur le modèle de l'Airbus A320) et des pointes de 900 passagers par heure (et 700 000 par an) en 2022.

### Piste

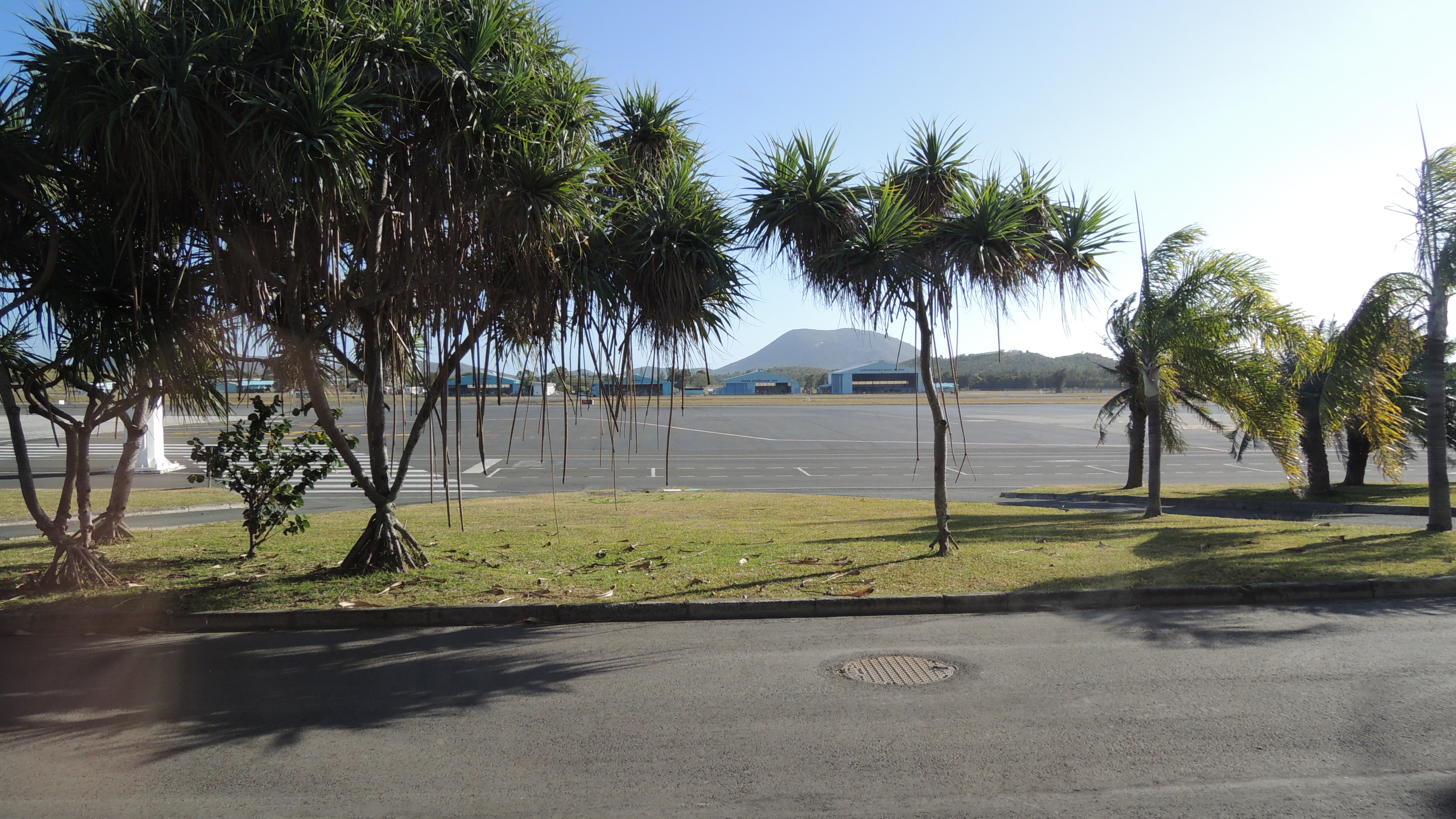
Vue sur le tarmac depuis l'aérogare.

L'aéroport dispose d'une seule piste capable d'accueillir des appareils gros porteurs (Boeing 747, Airbus A330, Boeing 777) voire l'Airbus A380 en cas d'urgence (un de ces très gros porteurs, de la compagnie Qantas assurant la ligne Los Angeles-Sydney, a été dérouté le 12 août 2010 sur l'aéroport de La Tontouta en raison de mauvaises conditions météorologiques à l'approche de la métropole australienne, il n'a pu faire demi-tour en bout de piste en raison de l'absence de bretelle de dégagement et les réacteurs extérieurs du quadrimoteur débordant largement de la piste lors de la manœuvre, risquant ainsi d'être endommagés par l’aspiration de l’herbe ou d’éléments naturels, si bien que l'appareil a dû faire appel aux engins de tractage). Les caractéristiques techniques de la piste sont les suivantes :
- Dimensions : 3 250 m×45 m
- Orientation : 11/29
- Nature du revêtement : enrobé

### Assistance aéroportuaire
Pacific Airport  est le nouveau nom depuis 2015 de Cofely Airport Pacific (CAP), devenue une filiale de Cofely et donc de GDF Suez à partir de 2011. Avant cette date, cette société d'assistance aéroportuaire s'appelait « Tontouta Air Service » (TAS). Elle s'occupe, pour les compagnies aériennes, de l'enregistrement, de l'embarquement et du débarquement des passagers et des bagages, du repoussage des appareils, de la préparation et de la fourniture des repas à bord, des services d'assistance à tous les appareils désirant faire escale à l'aéroport et du traitement du fret aérien à l'arrivée et au départ.

## Compagnies et destinations

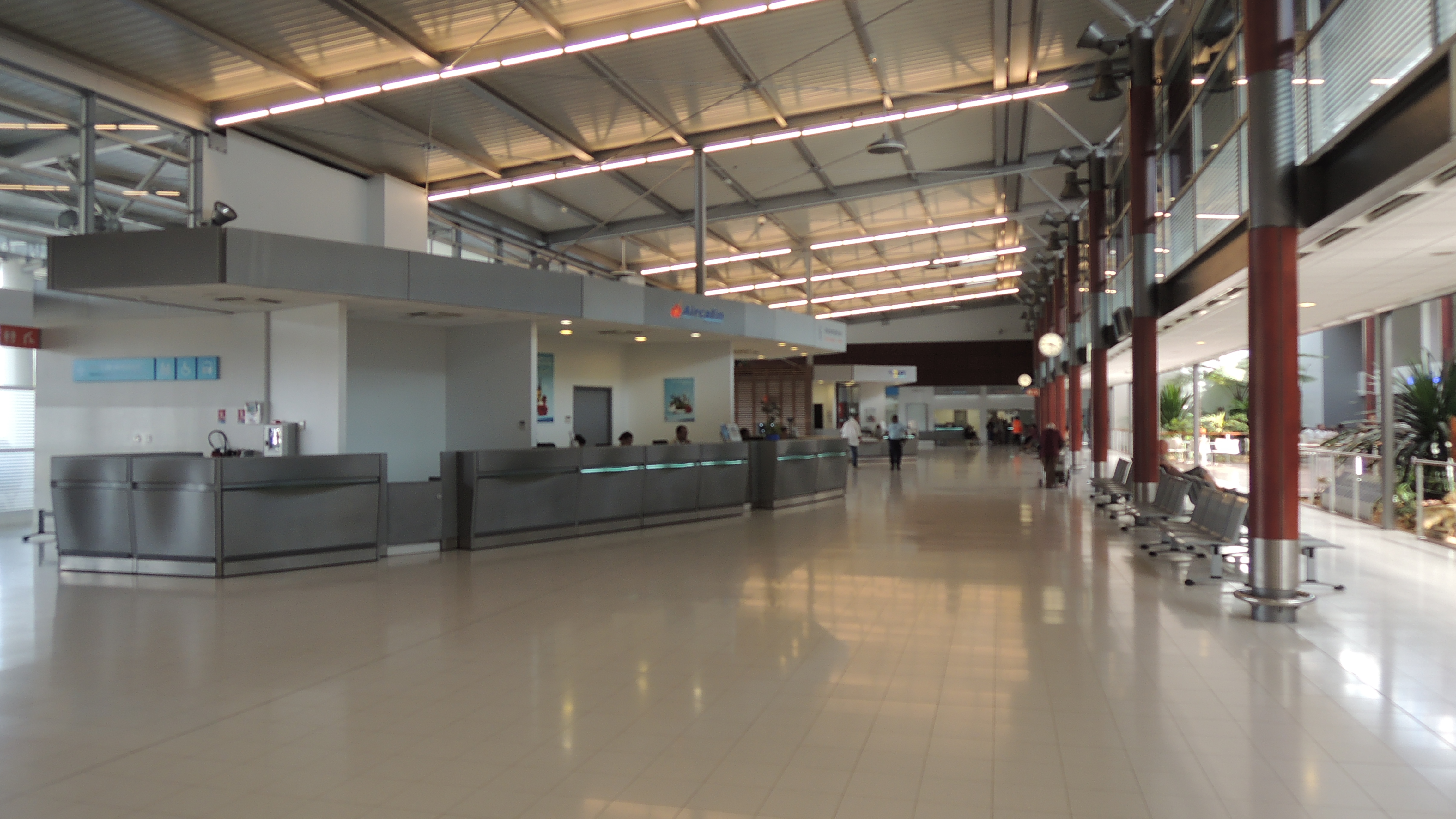
Bureaux d'accueil des compagnies aériennes dans le hall de l'aérogare, dont celui d'Aircalin au centre.

L'aéroport international de Nouméa - La Tontouta connecte surtout la Nouvelle-Calédonie dans son espace régional, le Pacifique insulaire et plus largement l'Asie Pacifique, par le biais de sa compagnie locale Aircalin. Toutes les autres compagnies qui desservent La Tontouta, assurent des vols vers Nouméa en partage de code avec Aircalin. L'aéroport de Nouméa - La Tontouta est surtout le point d'entrée et de sortie de l'archipel vers l'Europe, et plus précisément vers Paris, par le biais des escales asiatiques (Tokyo et Singapour).
Aircalin étudierait l'ouverture d'une ligne vers la Chine, vers Shanghai-Pudong[réf. nécessaire].
| Compagnies      | Destinations |
| --------------- | --- |
| Aircalin        | - Auckland, - Bangkok-Suvarnabhumi, - Brisbane, - Nadi, - Paris-Charles de Gaulle, - Port-Vila Bauerfield, - Singapour-Changi, - Sydney-K. Smith, - Tahiti-Faaa, - Tokyo-Narita, - Wallis-Hihifo |
| Air New Zealand | Auckland |
| Air Vanuatu     | Port-Vila Bauerfield, Santo-Pekoa |
| Fiji Airways    | Nadi |
| Qantas          | Brisbane, Sydney-K. Smith |

Édité le 27/10/2022

## Statistiques annuelles

### En graphique
Pour des raisons techniques, il est temporairement impossible d'afficher le graphique qui aurait dû être présenté ici.

Voir la requête brute et les sources sur Wikidata.

### En tableau
| Année | Passagers | Fret (t) | Mouvements commerciaux |
| ----- | --------- | -------- | ---------------------- |
| 2000  | 359 839   | 5 244    | 3 111                  |
| 2001  | 348 025   | 5 061    | 3 118                  |
| 2002  | 359 293   | 5 094    | 3 349                  |
| 2003  | 371 247   | 5 197    | 3 128                  |
| 2004  | 388 308   | 5 200    | 3 330                  |
| 2005  | 409 096   | 5 566    | 3 254                  |
| 2006  | 415 813   | 5 451    | 3 290                  |
| 2007  | 445 305   | 5 606    | 3 440                  |
| 2008  | 457 387   | 6 220    | 3 661                  |
| 2009  | 462 698   | 5 809    | 3 730                  |
| 2010  | 479 803   | 6 221    | 3 797                  |
| 2011  | 492 830   | 6 299    | 3 787                  |
| 2012  | 486 171   | 5 632    | 3 814                  |
| 2013  | 476 174   | 4 953    | 3 701                  |
| 2014  | 479 843   | 4 870    | 3 822                  |
| 2015  | 497 718   | 4 811    | 3 891                  |
| 2016  | 515 166   | 4 407    | 4 052                  |
| 2017  | 529 349   | 4 277    | 3 844                  |
| 2018  | 538 791   | 4 049    | 3 746                  |
| 2019  | 565 901   | 4 089    | 3 989                  |
| 2020  | 166 198   | 3 280    | 1 509                  |
| 2021  | 53 608    | 3 646    | 906                    |
| 2022  | 320 333   | 4 024    | 2 261                  |
| 2023  | 492 193   | 3 191    | 3 466                  |
| 2024  | 359 419   | 2 840    | 3 176                  |

Source : Aéroports français

## Controverses
Le chantier d'agrandissement de l'aéroport a été critiqué pour son coût, et notamment ses importants dépassements, et ses retards. Ainsi, lors de son inauguration le 19 mars 2013, le Haut-commissaire de la République en Nouvelle-Calédonie, Jean-Jacques Brot, prononce lors de son discours des reproches à l'encontre de ces dépenses et de cette durée de travaux, mais aussi contre le budget de la fête d'inauguration en elle-même, jugé trop élevé (estimé à plus de 10 millions de Francs Pacifique). Lors de la même cérémonie, le président du gouvernement de la Nouvelle-Calédonie Harold Martin exprime lui aussi des reproches : « Il nous appartient, à nous élus, d’examiner de plus près les choses pour voir pourquoi ça a dérapé comme ça. Je ne veux pas croire qu’en Calédonie, les entreprises de construction ne sont pas bonnes. Cette aérogare, ça n’est quand même pas la Tour Eiffel ! Pourquoi une charpente s’est-elle écroulée ? Je crois que l’on a mal choisi les entreprises, et que c’est de la responsabilité de la Secal dont il faudra revoir la gouvernance. »